# والودیا تارخانیان
والودیا آواک تارخانیان (ارمنی: Վալոդյա Թարխանյան؛ انگلیسی: Valodya Tarkhanian؛ زادهٔ ۱۹۲۵ – درگذشتهٔ ۲۰۱۲) نوازنده و مُدرسِ ویلن و ویولا و موسیقی‌دانِ ارمنی‌تبار اهل ایران بود.

## زندگی‌نامه
والودیا تارخانیان متولد ۱۹۲۵ میلادی (۱۳۰۴ خورشیدی) بود. پدرش تار می‌نواخت و خود او ویلن را نزد سرژ خوتسیف در تهران فراگرفت و از زمان تأسیس ارکستر سمفونیک تهران توسط پرویز محمود، با این ارکستر به عنوان نوازنده ویلن و آلتو همکاری داشت و در طول سال‌های فعالیتش اجراهای متعددی به رهبری فرهاد مشکات و حشمت سنجری اجرا کرد. تارخانیان در این دوره با کوارتت شوبرت تهران نیز همکاری داشت و همچنین پیش از انقلاب در هنرستان عالی موسیقی تدریس می‌کرد.
او در سال ۱۳۵۶ از ارکستر سمفونیک تهران بازنشسته شد و به هلند رفت و با سمت سولیست گروه آلتو در ارکستر هلند فعالیت کرد. این هنرمند پس از ۱۲ سال به ایران برگشت و مدتی در ارکستر فرهنگسرای بهمن نوازندگی کرد و پس از آن تا پایان عمر به تدریس و تربیت شاگردان پرداخت.
سیاوش ظهیرالدینی، شجاع‌الدین لشکرلو، میثم مروستی از شاگردان این هنرمند محسوب می‌شوند.

## درگذشت
والودیا تارخانیان در ۲۰۱۲ میلادی (۱۶ آبان ۱۳۹۱) در نهایت سکوت و بی‌خبری در تهران درگذشت. مراسم بزرگداشت او در خانه هنرمندان ایران برگزار شد.